# Dotto di Stenone

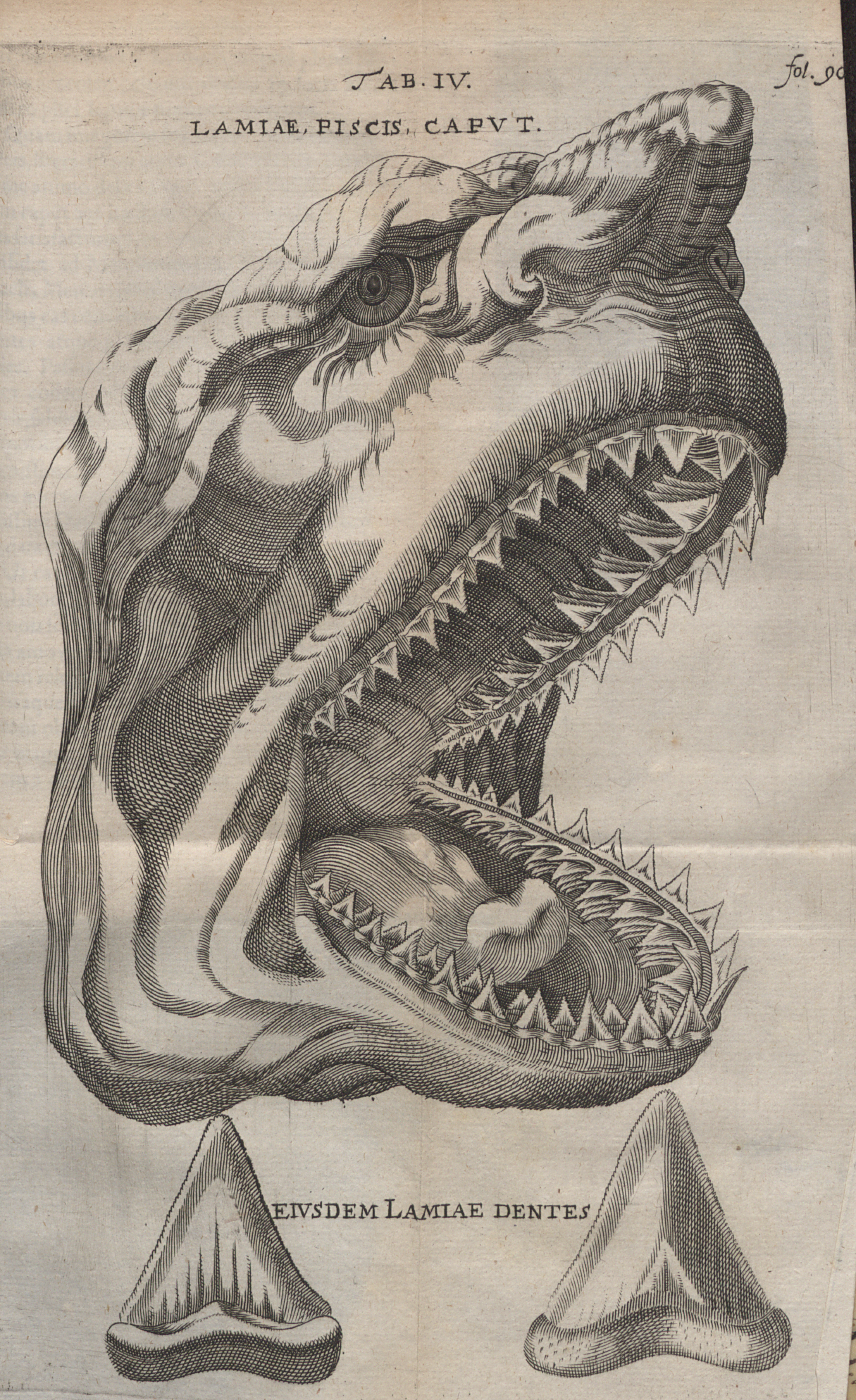
Elementorum myologiae specimen, 1669

Il dotto di Stenone, dal nome del suo scopritore Niccolò Stenone, anche conosciuto come dotto parotideo, è il dotto escretore della ghiandola parotide.

## Dimensioni
Ha lunghezza di circa 5 cm e 3 mm di calibro, sebbene presenti un calibro minore a livello dell'orifizio orale.

## Decorso
Il dotto parte dal margine anteriore della ghiandola e prosegue con decorso longitudinale, orizzontalmente in avanti, sul muscolo massetere, mantenendosi a 1–2 cm al di sotto dell'arcata zigomatica. Una volta superato il muscolo massetere perfora la bolla di Bichat e il muscolo buccinatore per poi aprirsi nella cavità buccale in prossimità del secondo molare superiore.
Superiormente al dotto decorre l'arteria trasversa della faccia.

## Istologia
Il dotto è costituito da un epitelio che poggia sulla membrana basale. Possiede una propria muscolatura che consente la progressione del secreto dalla parotide alla bocca.

## Patologia
Nel caso di ostruzione del dotto di Stenone, che può avvenire per un calcolo nel dotto o per compressione dovuta a infiammazione dell'area (ad esempio ascessi dentali) si può giungere a uno sfiancamento del dotto di Stenone a causa della pressione della saliva che non riesce a trovare sbocco in altro modo.